# میکاسوکی (فلوریدا)
میکاسوکی (به انگلیسی: Miccosukee) یک منطقهٔ مسکونی در ایالات متحده آمریکا است که در شهرستان لئون، فلوریدا واقع شده‌است.